# جیمز ونگ (تهیه‌کننده)
جیمز ونگ (انگلیسی: James Wong؛ زادهٔ ۲۰ آوریل ۱۹۵۹ هنگ کنگ) یک فیلم‌نامه‌نویس، تهیه‌کننده، و کارگردان اهل ایالات متحده آمریکا است. وی از سال ۱۹۸۵ میلادی تاکنون مشغول فعالیت بوده‌است.

## آثار کارگردانی
- مقصد نهایی (۲۰۰۰)
- یکه‌تاز (۲۰۰۱)
- مقصد نهایی ۳ (۲۰۰۶)
- کریسمس سیاه ( فقط تهیه‌کننده فیلم)
- تکامل اژدها (۲۰۰۹)
- بچه رزماری (۲۰۱۴)